# Gråsjälsörarna
Gråsjälsörarna är öar i Finland. De ligger i Norra kvarken och i kommunen Vörå i landskapet Österbotten, i den västra delen av landet. Öarna ligger omkring 44 kilometer nordöst om Vasa och omkring 380 kilometer norr om Helsingfors.
Arean för den av öarna koordinaterna pekar på är 23,9 hektar och dess största längd är 1,3 kilometer i nord-sydlig riktning.